# (73822) 1995 WM31
(73822) 1995 WM31 – planetoida z pasa głównego asteroid okrążająca Słońce w ciągu 4,48 lat w średniej odległości 2,72 au, która została odkryta 19 listopada 1995 roku.